# 양진중학교 (서울)
양진중학교(楊津中學校)는 대한민국 서울특별시 광진구 광장동에 있는 공립 중학교이다.

## 학교 연혁
- 2005년 12월 29일 : 설립 인가(31학급)
- 2006년 3월 1일 : 초대 형남규 교장 취임
- 2006년 3월 2일 : 제1회 입학식(11학급)
- 2006년 5월 14일 : 개교식
- 2009년 2월 12일 : 제1회 졸업식(347명)
- 2020년 3월 1일 : 제4대 김해경 교장 취임
- 2023년 1월 4일 : 제15회 졸업식(320명)

## 참고 자료
- 양진중학교 - 한국교육학술정보원 학교알리미